# 近畿管区警察学校

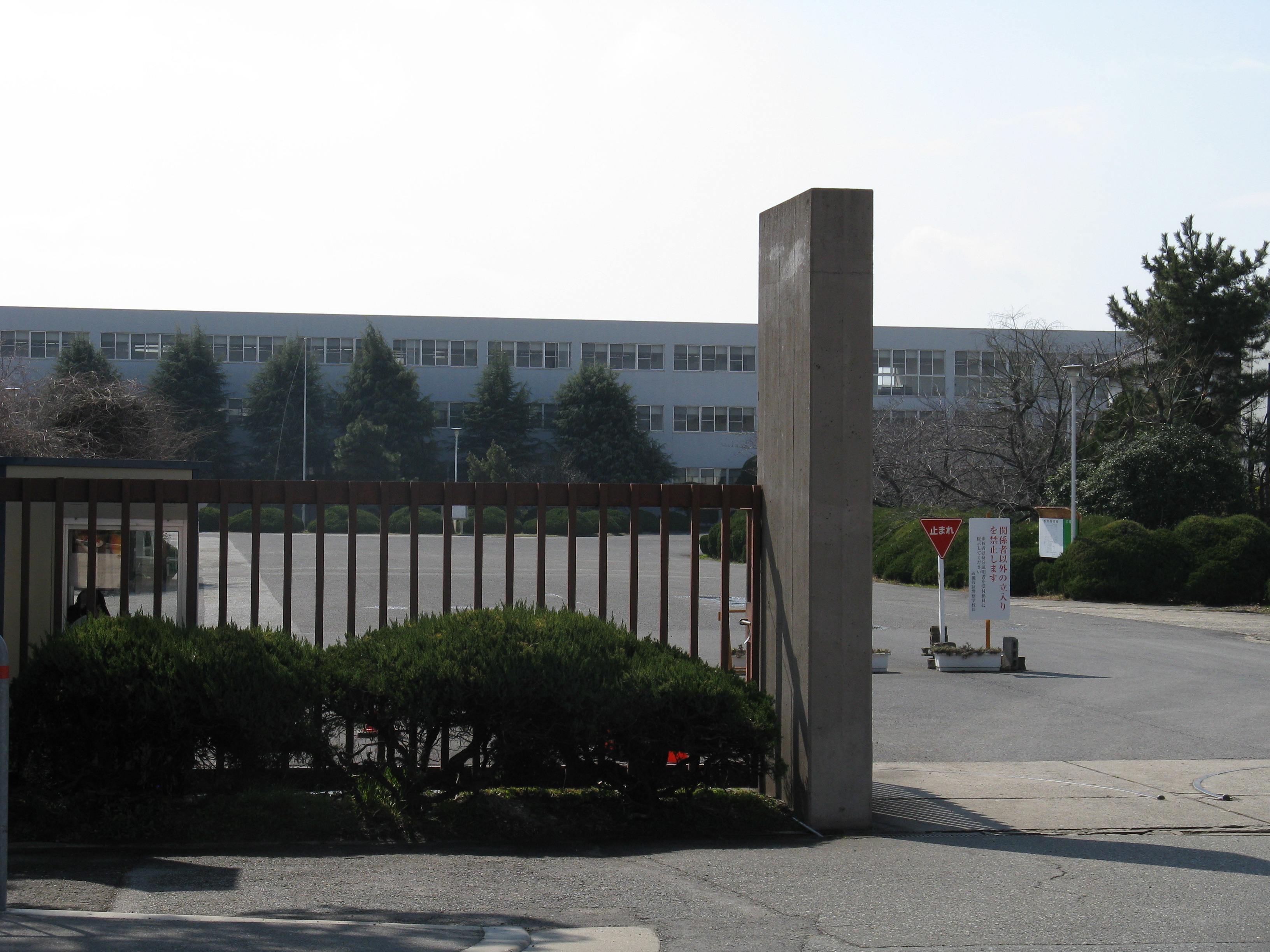
近畿管区警察学校

近畿管区警察学校（きんきかんくけいさつがっこう）は、警察庁近畿管区警察局の機関の一。近畿管区警察局職員、近畿管区警察局管内の幹部警察官を育成するほか、専門実務の運用に関する教育・研究・調査を主要任務とする。

## 所在地
- 大阪府堺市北区長曽根町1179-4

## 組織
- 庶務部
  - 庶務課
  - 会計課
- 教務部
  - 教務科
  - 生活安全刑事教官室
  - 交通警備教官室
- 指導部
  - 学生科
  - 警務術科教官室

## 教養課程
- 警部補任用科
- 巡査部長任用科
- 一般職員係長任用科
- 一般職員主任任用科
- 専科
- 近畿管区機動隊